# Acanthinevania leucocras
Acanthinevania leucocras är en stekelart som först beskrevs av Jean-Jacques Kieffer 1911.  Acanthinevania leucocras ingår i släktet Acanthinevania och familjen hungersteklar. Inga underarter finns listade i Catalogue of Life.